# Di-ijzernonacarbonyl
Di-ijzernonacarbonyl is een anorganische verbinding met als brutoformule C9Fe2O9. In de organometaalchemie, en soms in de organische chemie, is deze ijzercarbonylverbinding een belangrijk intermediair in tal van syntheses. Het is een reactievere bron van Fe(0) dan Fe(CO)5 en minder gevaarlijk in zijn verwerking, omdat de stof niet vluchtig is. Deze oranje kristallijne vaste stof is praktisch onoplosbaar in alle standaard oplosmiddelen.

## Synthese
De oorspronkelijke synthese van di-ijzernonacarbonyl, de fotolyse van ijzerpentacarbonyl in azijnzuur, levert een goede opbrengst:
{\displaystyle {\ce {2Fe(CO)5 -> Fe2(CO)9 + CO}}}

## Structuur
Di-ijzernonacarbonyl bestaat uit een paar Fe(CO)3-clusters die verbonden zijn door drie brugvormende CO-liganden. De twee ijzeratomen zijn equivalent en bezitten een octaëdrische omringing. Het bepalen van de structuur van deze verbinding vormde een uitdaging op zich. De gebruikelijke techniek voor vaste stoffen maakt gebruik van röntgendiffractie. Daarvoor zijn kristallen nodig die ontstaan in een oververzadigde oplossing. De kleine oplosbaarheid van di-ijzernonacarbonyl maakt het vrijwel onmogelijk kristallen van de verbinding te verkrijgen. Via het Mößbauerspectrum was wel informatie over de verbinding te verkrijgen: het vertoont een quadrupool doublet, wat in overeenstemming is met de D3h-symmetrie.

## Reacties
Di-ijzernonacarbonyl is de uitgangsstof voor stoffen van het type Fe(CO)4L en Fe(CO)3(dieen). Dergelijke syntheses worden doorgaans uitgevoerd in THF. Aangenomen wordt dat kleine hoeveelheden di-ijzernonacarbonyl oplossen doordat de volgende reactie verloopt:
{\displaystyle {\ce {Fe2(CO)9 -> Fe(CO)5 + Fe(CO)4}}}
Cyclobutadieenijzertricarbonyl wordt verkregen dankzij het gebruik van di-ijzernonacarbonyl als precursor. Di-ijzernonacarbonyl is ook toegepast in de synthese van cyclopentadienonen via een netto [2+3]-cycloadditie uitgaande van dibroomketonen. Deze reactie staat bekend als de Noyori-[3+2]-reactie.
Fotolyse van di-ijzernonacarbonyl bij lage temperatuur leidt tot de vorming van di-ijzeroctacarbonyl, een onverzadigd complex. In deze reactie ontstaan zowel CO-gebrugde als niet-gebrugde isomeren.